# Френчковский, Марко
Ма́рко Френчко́вский (нем. Marco Frenschkowski) (род. 7 июля 1960, Гамбург, ФРГ) — немецкий евангелический теолог, религиовед, литературовед и религиозный деятель. Автор работ по межрелигиозному диалогу, культуре, фантастике и литературе ужасов. Один из авторов «Реальной теологической энциклопедии», справочника «Религия в прошлом и настоящем», «Энциклопедии Библии и её восприятия», «Реального словаря античности и христианства», «Исторического словаря по философии» и «Энциклопедии сказок».

## Биография
В 1978—1983 годах изучал евангелическую теологию и греческий язык в Тюбингенском и Майнцском университете.
В 1986 году прошёл пасторскую ординацию. Был служителем Евангелической церкви Гессена и Нассау, занимался образовательной и экуменической работой.
В 1994 году под научным руководством Отто Бёхера получил доктора теологии в области Нового Завета, а в 2001 году получил хабилитацию.
Преподавал в Майнцском университете, Университете Кобленца и Ландау, Университете Касселя, Университете Дуйсбурга — Эссена и Теологическом колледже Вупперталя/Бетеля.
С 2011 года — профессор теологического факультета Лейпцигского университета.
Проживает в Хофхайм-ам-Таунус, женат и имеет двоих детей.

## Научная деятельность
Френчковский является автором исследований по древней истории религии, включая раннее христианство, религиозным культурам современности (включая новые религиозные движения) и межрелигиозному диалогу.
Френчковский является специалистом по магии и эзотерическим субкультурам, а также фантастике и литературе ужасов. Он является автором многочисленных исследований и редактором классических текстов («История алхимии, европейского оккультизма и магии эпохи Возрождения» — Geschichte der Alchemie, des europäischen Okkultismus und der Renaissancemagie). Для полного издания сочинений Г. Ф. Лавкрафта на немецком языке издательством Edition Phantasia составил обширный комментарий, который на международном уровне является наиболее полным аннотированным изданием этого писателя.

## Научные труды

### Монографии
- Frenschkowski M. Offenbarung und Epiphanie (2 Bände, Tübingen 1995–1997)
  - Offenbarung und Epiphanie. Band 1: Grundlagen des spätantiken und frühchristlichen Offenbarungsglaubens, Tübingen 1995, ISBN 978-3-16-146433-1
  - Offenbarung und Epiphanie. Band 2: Die verborgene Epiphanie in Spätantike und frühem Christentum, Tübingen 1997, ISBN 978-3-16-146456-0
- Frenschkowski M. Literaturführer Theologie und Religionswissenschaft (Paderborn 2004)
- Frenschkowski M. Heilige Schriften der Weltreligionen und religiösen Bewegungen, Wiesbaden 2007, ISBN 978-3-86539-915-1
- Frenschkowski M. Die Geheimbünde, 3. Aufl. 2008

### Энциклопедии и словари
- Encyclopedia of the Bible and Its Reception
- Enzyklopädie des Märchens (статьи „Neues Testament“, „Opfer“, „Schicksal“, „Schöpfung“, „Seele“, „Segen“, „Tabu“, „Teufel“, „Theogonie“, „Verwünschung“)
- Historisches Wörterbuch der Philosophie
- Reallexikon für Antike und Christentum[нем.] (статьи „Kyrios“, „Lamm Gottes“, „Magie“)
- Religion in Geschichte und Gegenwart[нем.] (статья „Neuen Religiösen Bewegungen“)
- Theologischen Realenzyklopädie (статьи „Traum“, „Vision“)

### Статьи
- Frenschkowski M. L. Ron Hubbard and Scientology: An annotated bibliographical survey of primary and selected secondary literature // Marburg Journal of Religion. — 1999. — Т. 4, № 1.
- Frenschkowski M. „Das frühe Christentum als Neue Religiöse Bewegung. Neutestamentliche Wissenschaft und die Erforschung Neuer Religiöser Bewegungen im Gespräch“. // Oda Wischmeyer[нем.] (Hg.): Herkunft und Zukunft der neutestamentlichen Wissenschaft. Tübingen 2003, S. 131-164;
- Frenschkowski M. „Jesus ein jüdischer Messias. Religionswissenschaftliche Bemerkungen zum millenaristischen und messianischen Referenzrahmen der Jesusbewegung.“ // Friedrich Schweitzer (Hg.): Kommunikation über Grenzen. Kongressband des XIII. Europäischen Kongresses für Theologie (2008) in Wien. Gütersloh 2009, S. 409-429.